# 小村神社

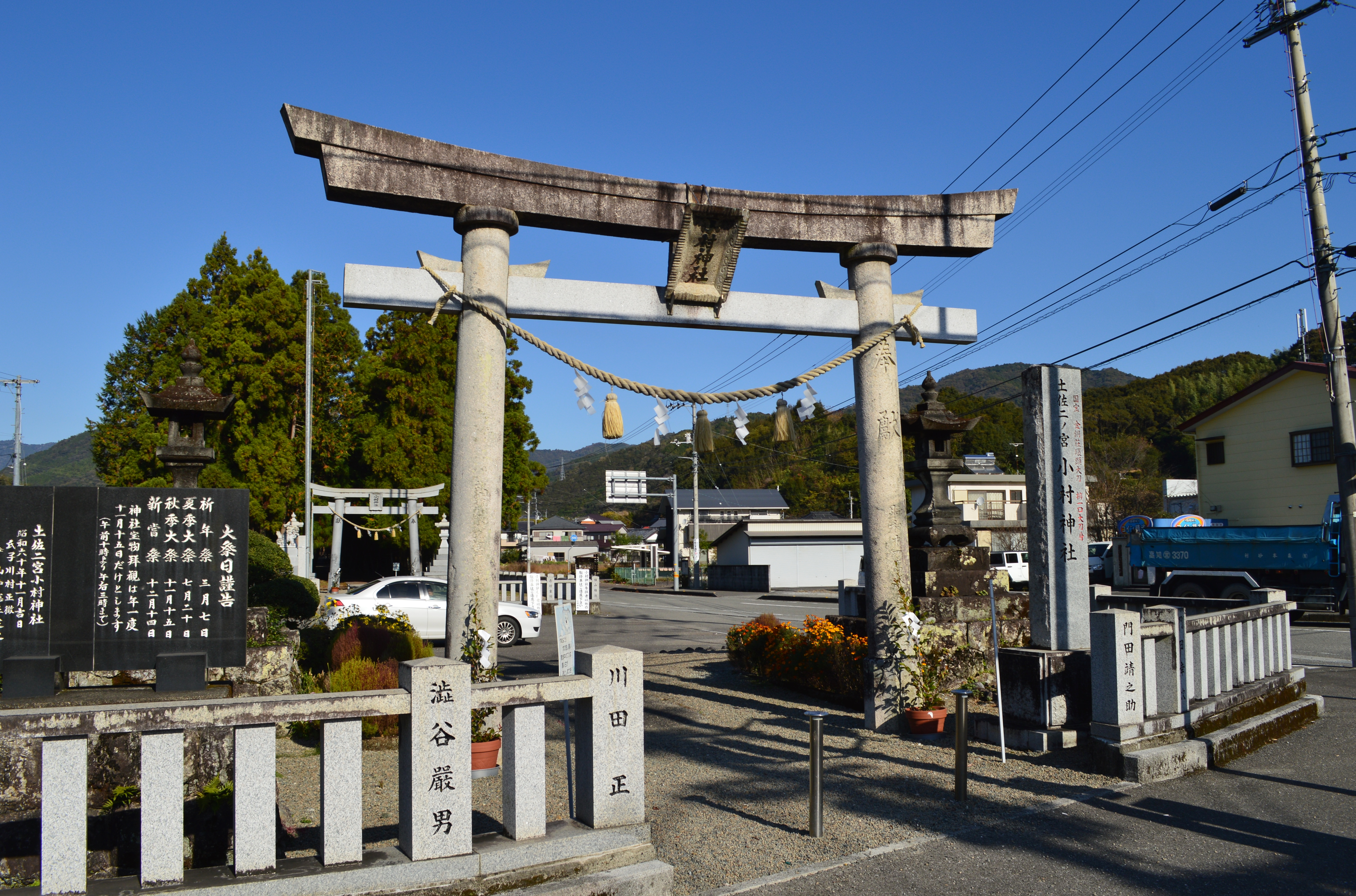
鳥居

小村神社（おむらじんじゃ）は、高知県高岡郡日高村下分にある神社。国史見在社、土佐国二宮で、旧社格は県社。

## 祭神
祭神は次の1柱。
- 国常立命（くにとこたちのみこと）

国宝の金銅荘環頭大刀を神体とし、『南路志』にも「神体剣」と見える。中世における本地仏は大日如来であった。

## 歴史

### 創建
社伝では用明天皇2年（587年）の創建とするが、詳細は不明。『土佐幽考』では、『新撰姓氏録』に見える高岳首・日下部と高岡郡日下庄とを関連づけ、その共通の祖神として国常立命を祀り大刀を神体としたとする。別説では、越智国造の小知命（小千命/乎致命）の墓が今治市の「日高」に伝わること等から、この小知命が当地に至り、国土開発の神として国常立命を祀り大刀を神体としたとする。
一方、祭神の設定は後世のものとして、神体の金銅荘環頭大刀が原始の信仰対象であったとする説もある。以上のように諸説があり創建は不詳であるが、立地的には仁淀川水系を押さえた古代の有力豪族が祭祀した神社になる。
なお創建に関わる伝承として、元々は伊予国御三戸（現在の愛媛県上浮穴郡久万高原町の地名）に鎮座したが、洪水で流されて越知町宮地（古名を「小村」とする）に移り、さらに貞観3年（861年）秋に大洪水で大刀・社殿とも流れて神谷に、ついで日高村に移ったともいわれる。

### 概史
国史では、『日本三代実録』に「小村神」の神階が貞観12年（870年）に従五位下から従五位上に昇叙された旨の記載が見える。しかし『延喜式』神名帳には記載がないため、いわゆる国史見在社にあたる。
小村神社に残された仁治元年（1240年）・貞和3年（1347年）の棟札によると、当社の修理・造替には古くは国司があたったが、次第に地頭があたるようになったとし、仁淀川中流・上流域の吾河山・別府山・横川山がその用材供給地であるとする。また、その貞和3年の棟札に「正一位二宮小村大天神」と見えるように、中世には当社は土佐国一宮の土佐神社（高知市一宮）に次ぐ二宮に位置づけられたとされる。以降は蓮池城（現・土佐市）城主の大平氏から保護を受け、文亀3年（1503年）には大平国雄から三十六歌仙図が奉納された。
戦国時代には頭屋組織によって神事が運営されるようになり、天文12年（1543年）の御頭帳には11の御頭屋敷が記されている。また天正16年（1588年）の「日下之別符地検帳」では、日下村全域や隣の波川村にもわたる神田の記載があるほか、宮床・馬場は検地が免除されたと見える。
江戸時代に入ると、土佐国に入った山内氏により上述の社領が没収され、慶長6年（1602年）の知行割において与えられたのは神田の2反と別当寺への2反のみであったという。その別当寺は神宮寺で、「小村山昭光院神宮寺」と称していたが明治の廃仏毀釈で廃寺となっている。
明治元年（1868年）2月に近代社格制度において県社に列し、「小村大天神」などと称されていた社名を明治3年（1870年）に正式に「小村神社」とした。その後いつしか社格は一旦郷社に下っていたが、大正13年（1924年）に県社に再昇格した。

### 神階
- 六国史時代における神階奉叙の記録
  - 貞観12年（870年）3月5日、従五位下から従五位上 （『日本三代実録』）[原 3] - 表記は「小村神」。
- 六国史以後
  - 正一位 （貞和3年（1347年）棟札） - 表記は「正一位二宮小村大天神」。

## 境内

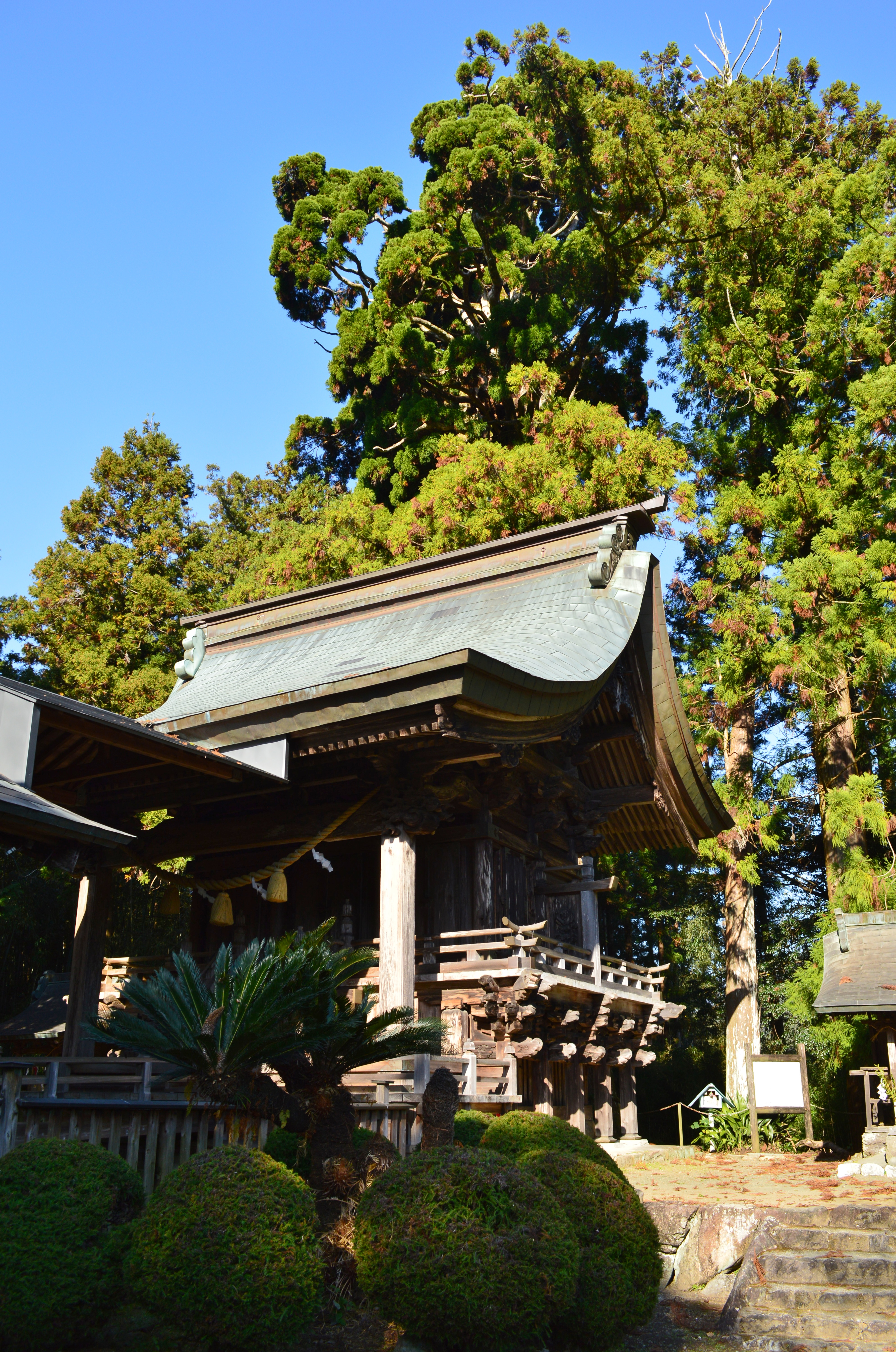
本殿と燈明杉

現在の社殿は、江戸時代中期の宝永2年（1705年）の造営。本殿・幣殿・拝殿から成る複合社殿である。本殿は流造銅板葺で、この本殿前に接続する幣殿・拝殿は平面に「十」字形を成し、屋根は同じく銅板葺である。これらは拝殿を頭としたトンボ（蜻蛉）が飛び出す形を表すとされ、「出蜻蛉（でとんぼ）」形式と称される。これらの社殿は日高村指定有形文化財に指定されている。このような出蜻蛉式社殿の類例としては、他に若宮八幡宮（高知市長浜）社殿が知られる。
本殿背後には、「燈明杉」と称されるボタンスギ（牡丹杉）が生育する。伝承では樹齢1,000年といわれ、樹高25メートル、胸高直径270センチメートルを測る巨木である。下枝部の葉は一般的な杉型であるが、上枝部の葉は牡丹杉型を示す珍しい特徴を有している。当地の伝説では、宝永2年（1705年）の仁淀川洪水や、安政元年（1854年）の安政南海地震、日露戦争などの異変に際して梢に霊火が点灯したといい、「燈明杉」の名はこれに由来する。このボタンスギは日高村指定天然記念物に指定されている

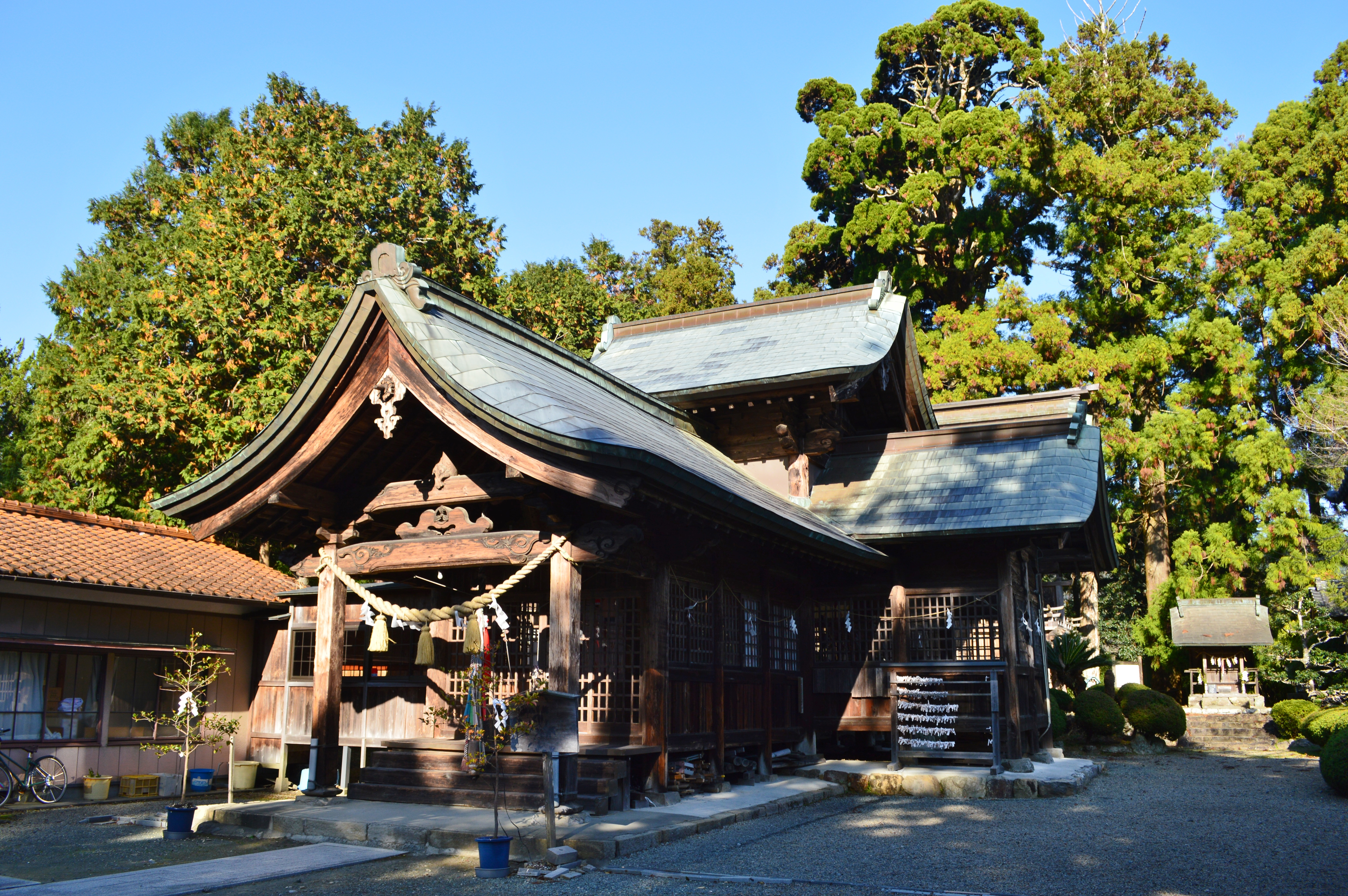
社殿全景
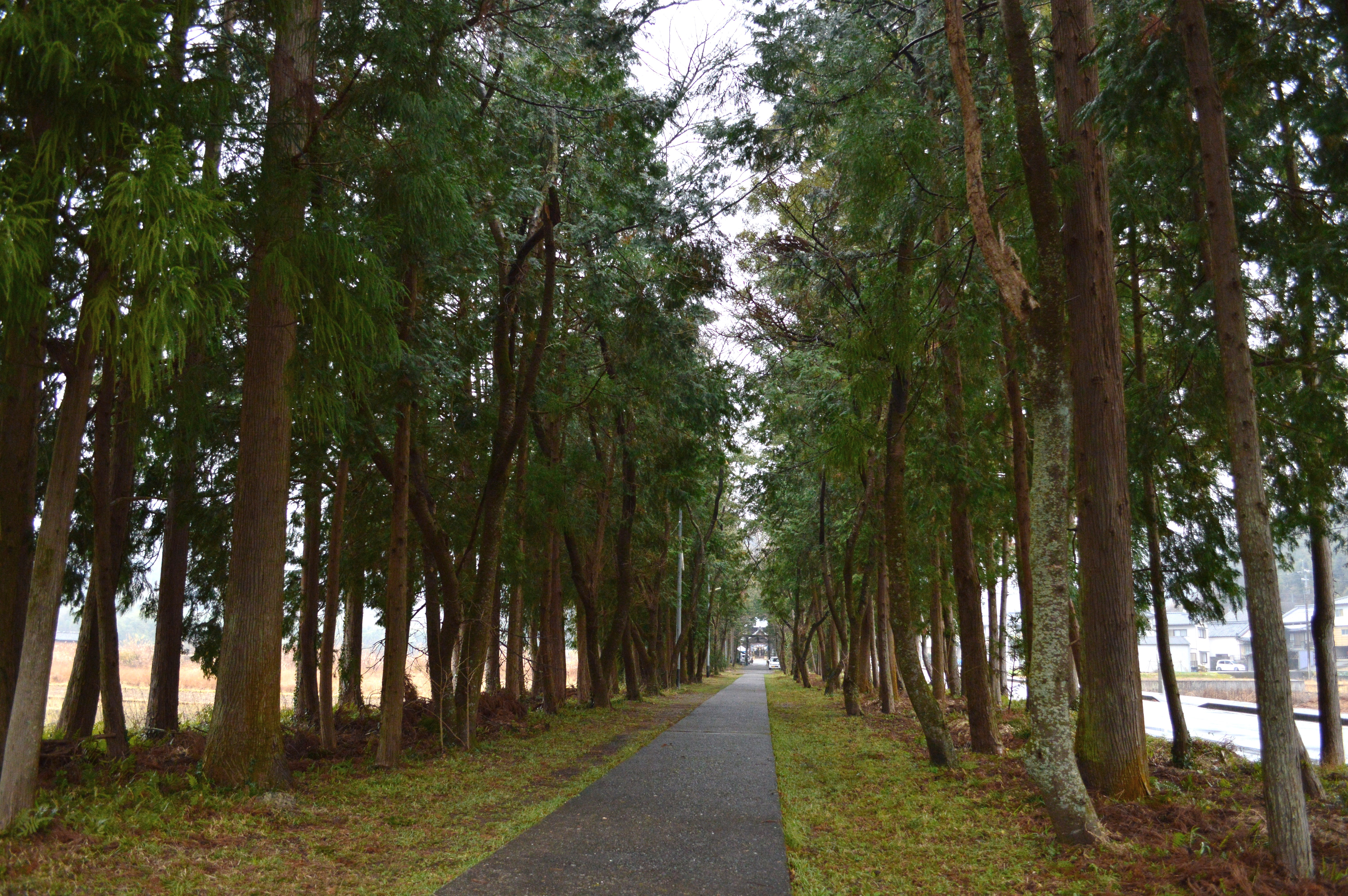
参道の杉並木

## 摂末社
- 仁井田神社 - 山祇神ほか5柱[11]。
- 剱神社 - 祭神：曽我五郎・曽我十郎[11]。曽我兄弟にまつわる「瀬登りの太刀」伝説を伝える[6]。
- 秋葉神社 - 祭神：大己貴神ほか[11]。
- 若宮神社 - 飛地境内社[12]。
- 水神社 - 飛地境内社[12]。

本社同様に、仁井田神社・劔神社・秋葉神社とも剣を神体とする。

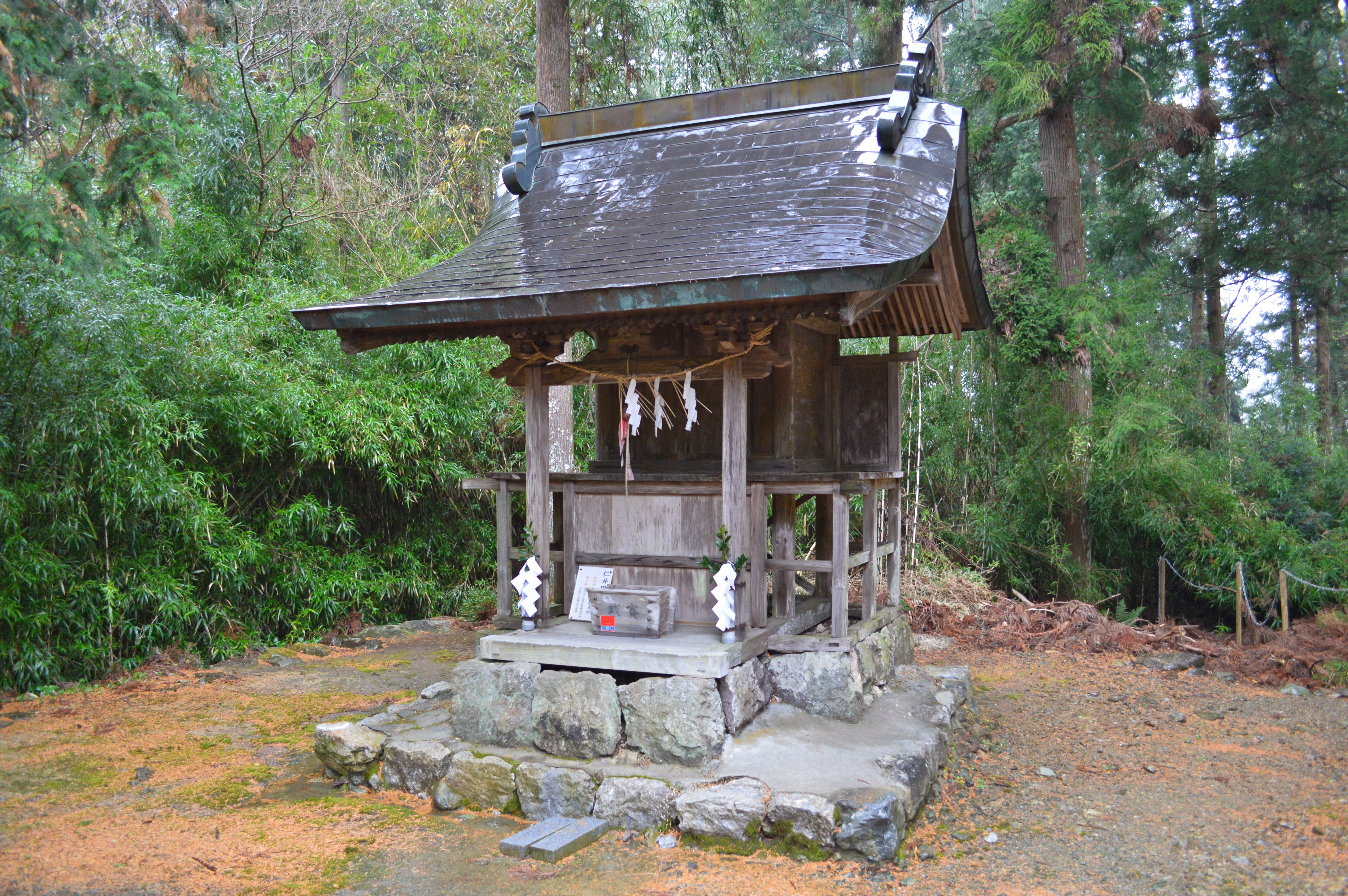
仁井田神社
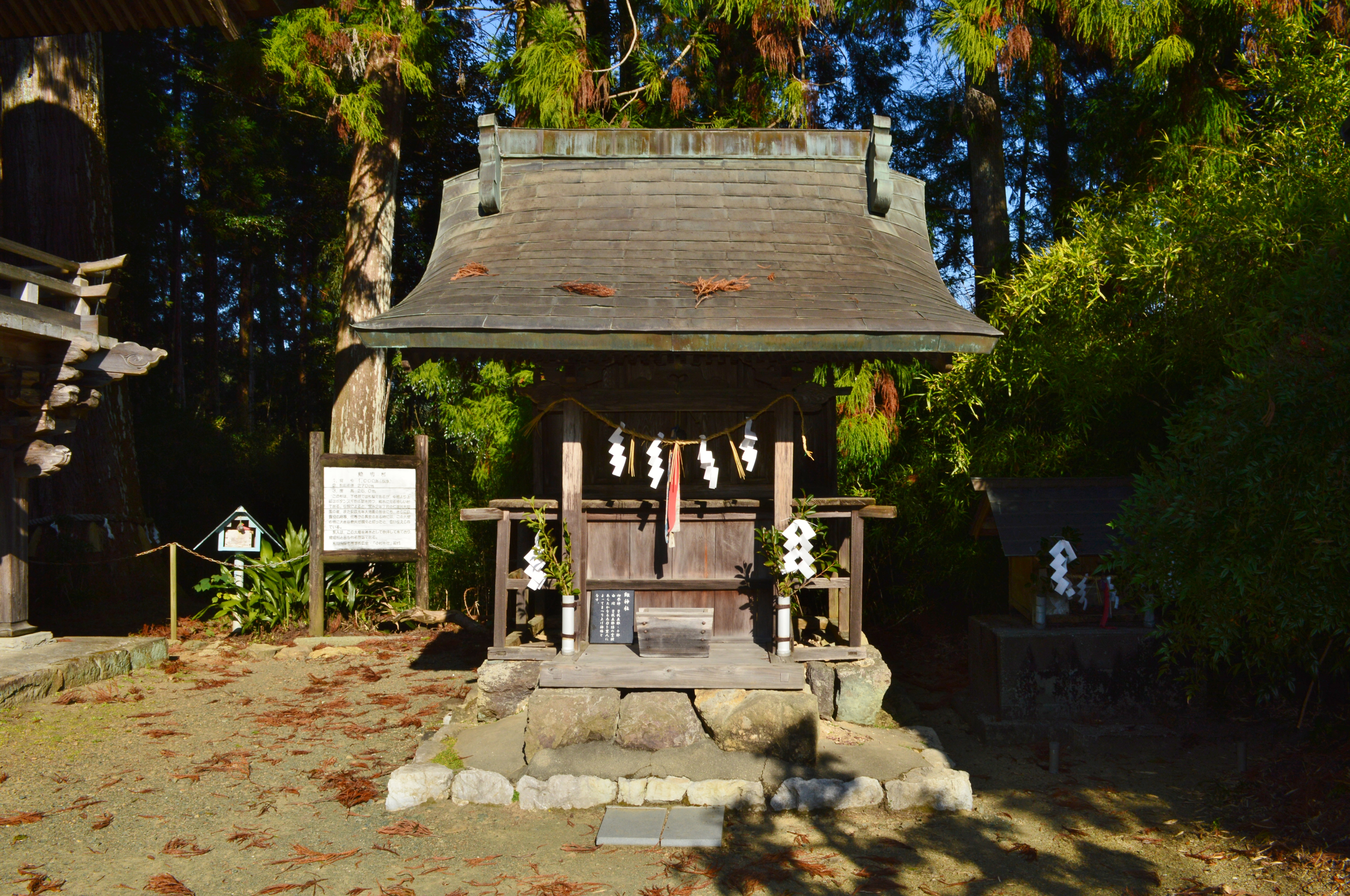
剱神社（左）と秋葉神社（右）

## 祭事
- 祈年祭 （3月7日）[14]
- 夏季大祭 （7月20日）
- 秋季大祭 （11月15日）
神事では、氏子から代表して頭人（当人）が選ばれ、頭人の家（頭家、当家）で頭家祭を行なったのち、頭家から「おなばれ」と称される神幸行列が出る。この行列は、大太鼓を打ち鳴らしながら神輿とともに村内を練り歩く。この「頭家なばれ」は、神社に専属神職が出来る以前の氏子達による共同祭祀の面影を色濃く残すとして、日高村指定無形民俗文化財に指定されている[15]。
- 新嘗祭 （12月14日）

## 文化財

### 国宝

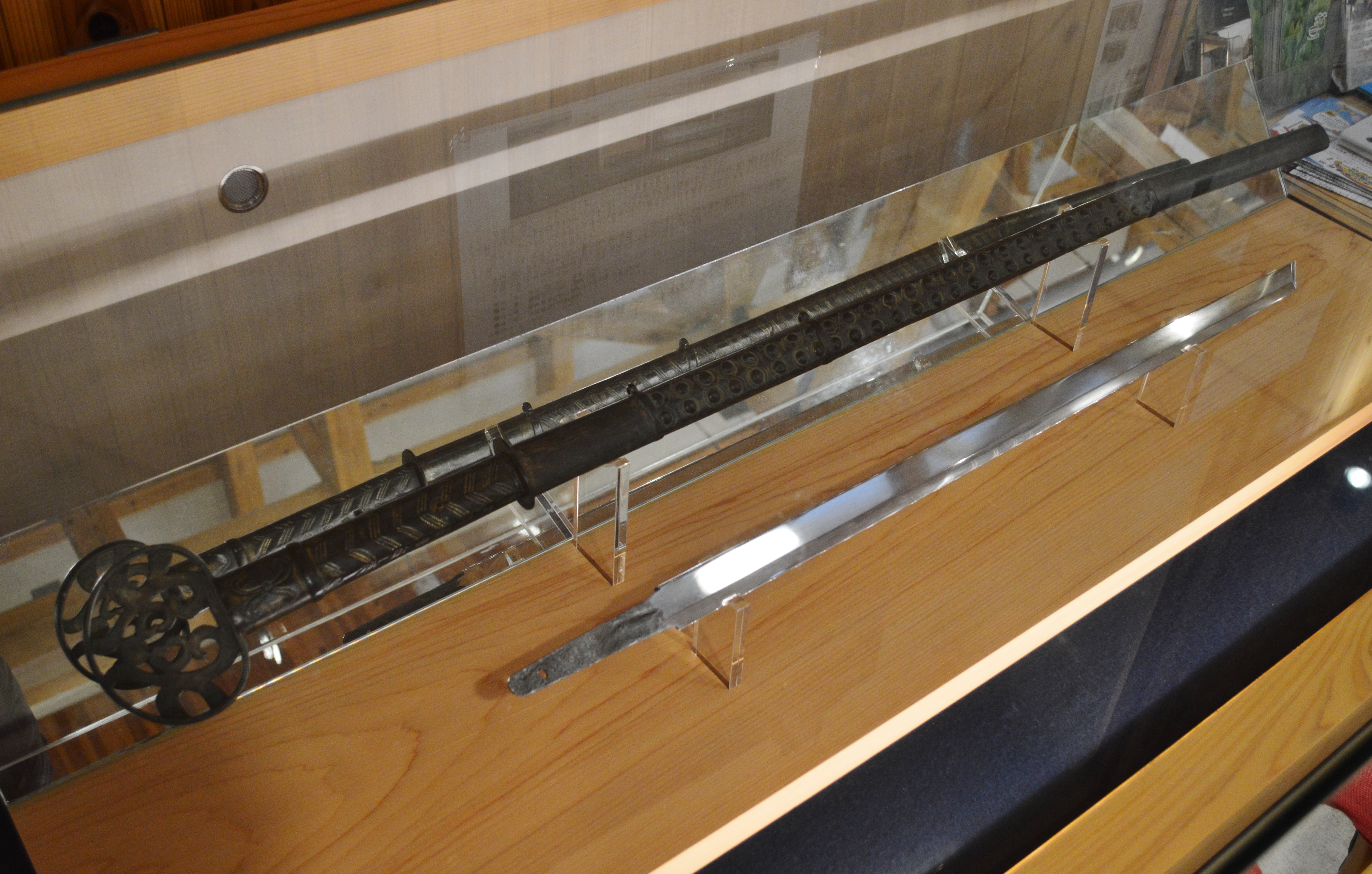
金銅荘環頭大刀拵・大刀身（複製）原品は国宝。村の駅ひだか展示。

- 金銅荘環頭大刀拵・大刀身（工芸品）
「こんどうそうかんとうたちごしらえ・たちのみ」。古墳時代末期（飛鳥時代）の7世紀前半に作られた、直刀（反りのない片刃の刀）とその外装である（装飾付大刀）。柄（つか）と鞘は金銅（銅に鍍金）の板で包み（金銅荘）、柄の先端部に「環頭」と称される金銅製透彫の装飾を付す。各所の寸法は次の通り。
総長118.8cm、柄頭長7.4cm、柄長19.4cm、鞘長92.1cm、刀身の刃長68.3cm、茎（なかご）長さ11.2cm[注 1]
柄頭（つかがしら）は、金銅板金で形成した環の内側に、同じく金銅板金に透彫で双竜文を表す。柄と鞘は木地に金銅張り。柄は責金（せめがね）で2区に分け、片方にはX字状文、もう片方には連続山形文をそれぞれ点線打込みで表す。鞘は足金物と責金で4区に分け、鞘口と鞘尻は無文、これらに挟まれた中央部は、佩表（はきおもて）に並列連珠文を打出し、佩裏は柄と同様の山形文とする。
刀身は正倉院の大刀に見られるような切刃造の直刀である。この種の上古刀の現存品はほとんどが古墳等からの出土品であるが、本品は伝世品である点で貴重であり、日本刀剣史上重要な作品とされる。[16]
なお、平安時代以降に製作された反りのある日本刀を「太刀」と称するのに対し、それ以前の直刀は「大刀」（読みはどちらも「たち」）と表記して区別することが慣例となっている。
この大刀が小村神社で祀られるようになった確かな由来は不明であるが[6]、『南路志』に「神体剣」と見えるように古来神体として本殿奥深くに祀られていた。1955年（昭和30年）の国の調査で詳細が判明し、1956年（昭和31年）6月28日に国の重要文化財に、1958年（昭和33年）2月8日に国宝に指定された[17][18][19][20]。
現在、実物は他の宝物とともに11月15日の秋季大祭時にのみ公開される。2014年（平成26年）には大刀の複製品が作製され、日高村役場内に展示されている[21]。

### 重要文化財（国指定）
- 木造菩薩面 2面（彫刻）
小村神社に古くから伝わる、平安時代後期作の2面の菩薩面。1面の大きさは縦36.0センチメートル・横21.0センチメートル、もう1面は縦36.0センチメートル・横21.2センチメートル。いずれもクスノキ材の一木造で、表面に彩色が施されている。頬の豊かさや優しげな相好など、平安後期の特色を備えた行道面の優品とされる。1957年（昭和32年）2月19日指定[17][22][23][20]。

### 高知県指定文化財
- 保護有形文化財
  - 小村神社の蓬莱鏡 2面（工芸品）
南北朝時代の康安2年（1362年）作の2面の銅鏡。2面とも日本で作られた和鏡で、1面は縦15.7センチメートル・横10.2センチメートルの長方形の方鏡、もう1面は直径19センチメートルの円鏡。いずれも蓬莱模様が描かれ、特に方鏡は康安2年8月17日藤原重利奉納の旨の銘を有する。この2面を合わせて神鏡としたと見られる。1991年（平成3年）3月26日指定[17][24][25]。
  - 小村神社の仁治・貞和の棟札（歴史資料）
鎌倉時代の仁治元年（1240年）、並びに南北朝時代の貞和3年（1347年）の造替時の棟札。それぞれ木材の調達地や願主・番匠の名など、造替の経緯が記されている。2000年（平成12年）3月28日指定[17][26][25]。

### 日高村指定文化財
- 有形文化財[27]
  - 小村神社
現社殿は江戸時代中期の宝永2年（1705年）の造営。1961年（昭和36年）指定。
  - 木造菩薩面 1面
鎌倉時代、重要文化財指定の2面に次ぐ行道面[28][29]。1960年（昭和35年）指定。
  - 銅矛 2口
弥生時代の青銅製の筑紫鉾と推測される。それぞれ長さは76.3センチメートル、82.2センチメートル。小村神社に奉納され神宝として伝わる[28][17][29]。1960年（昭和35年）指定。
  - 伝・小野道風書（竪額）
平安時代、小野道風（三蹟の1人）の筆と伝わる縦長の額。「村大天神」の4文字が現存するが、元は「正一位小村大天神」であったという[17][29]。1960年（昭和35年）指定。
  - 須恵器（壺）
平安時代中期の双耳壺。昔池中から引き上げられ、その際壺中には3口の剣が収められていたという[28][29]。1960年（昭和35年）指定。
  - 後奈良院和歌短冊
室町時代の後奈良天皇の宸筆による短冊。1960年（昭和35年）に国立博物館文化財保護委員会の鑑定で真筆と認められた[28][17]。1960年（昭和35年）指定。
  - 板絵・三十六歌仙 9枚
室町時代、蓮池城主の大平国雄の筆で文亀3年（1503年）12月の奉納と伝わる[28][29]。1960年（昭和35年）指定。
- 無形民俗文化財[27]
  - 頭家なばれ - 1961年（昭和36年）指定。
- 天然記念物[27]
  - 牡丹杉 - 1961年（昭和36年）指定。

## 現地情報
所在地
- 高知県高岡郡日高村下分1794

交通アクセス
- 鉄道：四国旅客鉄道（JR四国）土讃線 小村神社前駅 - 北へ約200メートル。